# Подлесе (Ниський повіт)
Подлесе (пол. Podlesie) — село в Польщі, у гміні Ґлухолази Ниського повіту Опольського воєводства.
Населення — 237 осіб (2011).
У 1975-1998 роках село належало до Опольського воєводства.

## Демографія
Демографічна структура станом на 31 березня 2011 року:
|          | Загалом | Допрацездатний вік | Працездатний вік | Постпрацездатний вік |
| -------- | ------- | ------------------ | ---------------- | -------------------- |
| Чоловіки | 114     | 14                 | 86               | 14                   |
| Жінки    | 123     | 16                 | 69               | 38                   |
| Разом    | 237     | 30                 | 155              | 52                   |